# Quba (Pferd)
Quba ist eine Pferderasse aus Aserbaidschan.
In Deutschland sind Qubas nur sehr selten zu finden, da ihr Import aus dem fernen Ursprungsland sehr teuer und aufwändig ist. In Aserbaidschan jedoch sind Qubas (wie in Deutschland z. B. deutsche Reitponys) eine sehr verbreitete Rasse, die als Lastentier und Gebrauchspferd zum Reiten und Fahren genutzt wird.
Hintergrundinformationen zur Pferdebewertung und -zucht finden sich unter: Exterieur, Interieur und Pferdezucht.

## Exterieur
Ein Quba ist ein zähes, etwa 1,50 m großes Pferd. Als Gangpferd bietet er Tölt und Rennpass an. Qubas sind gute Distanzpferde und für das Wanderreiten geeignet.

## Interieur
Ein Quba ist ein freundliches, sanftes Pferd mit einem sehr ausgeglichenen und ruhigen Charakter. Es ist sehr leistungsstark und trittsicher.

## Weblink
- Pferderassen der ehemaligen UdSSR: Quba (gesprochen Kubá) - ein Freund für die ganze Familie